# 巨乳ハンター
『巨乳ハンター』（きょにゅうハンター）は、安永航一郎によるギャグ漫画。「週刊少年サンデー」（小学館）に1989年16号より掲載された（終盤は「週刊少年サンデー増刊号」に掲載）。第1話は読み切りとして書かれたが、その後シリーズ化され、連載という形になった。
単行本は、右乳篇、左乳篇の全2巻で刊行されており、右乳篇が1巻に相当する。 1990年には少年サンデー3月20日増刊号として、巨乳ハンター特集号が発売され、安永の顔写真が掲載されている。
安永の同人誌『野蛮ゲリオン』で、『新世紀エヴァンゲリオン』の惣流・アスカ・ラングレーが巨乳ハンターとして活躍する話を書いている。風景には、福岡サンパレスと、近くにあるバス停「石城町」、福岡ダイエーホークスをもじった「平和台ポークス」（本拠地は平和台球場だった）、姪浜七丁目など福岡市各所が描かれている。
2019年10月、新作の「巨乳ハンターG」(前後編)が「サンデーうぇぶり」上で公開された。

## あらすじ
女子高生の恭塚まさ子は、容姿端麗、学業優秀、運動万能、裁縫も得意だが、貧乳である事が原因で、巨乳好きの板東英次に振られてしまう。まさ子は怒りを燃やし、保健室から「全校女生徒巨乳リスト」を盗み出す。巨乳への（逆）恨みから、巨乳の女生徒達の「パイ拓」を取るために、まさ子は貧乳に肉まんを詰め込み、巨乳ハンターへと変身する。

## 登場人物
芸能人や相撲力士の名前をもじっている（カッコ内は名前のモデル）。
恭塚まさ子（京塚昌子）
本作の主人公。巨乳コンプレックスが高じ、巨乳ハンターとなった。
板東英次（板東英二）
まさ子が想いを寄せていた男子生徒。巨乳が好きで貧乳は眼中にない為、まさ子を相手にしなかった。
笠城しづ子（笠置シヅ子）
恭塚まさ子の友人。貧乳。

## 単行本・副題
サブタイトルは、人気作品を巨乳に絡めたもの。「エイチマンIV」は安永の『エイチマン』とのコラボレーション。なお、『巨乳ハンター』と言うタイトルは、『刑事ハンター』が元ネタであるという。右乳篇の表紙には「乳」、左乳篇には「巨」の文字が大きく書かれており、左右を並べると「巨乳」となる。なお、裏表紙は、それぞれの文字を裏側から見た状態になっている。
右乳篇（第1巻）少年サンデーコミックス スペシャル ISBN 4-09-122861-5 1990年11月15日
| サブタイトル                  | 元ネタ           | ゲスト | 用語・元ネタなど | 初出                                       |
| ----------------------------- | ---------------- | --- | --- | ------------------------------------------ |
| 巨乳ハンター                  | 刑事ハンター     | 矢智草香（八千草薫）、 清河虹子（清川虹子）、 市原越子（市原悦子）、 岸田鏡子（岸田今日子）、 右樹千穂（悠木千帆）、 森三津子（森光子）、 古林幸子（小林幸子） | | 週刊少年サンデー 平成1年16号               |
| 巨乳皇帝 （バストエンペラー） | ラストエンペラー | シャーロット・ラングレン （シャーロット・ランプリング、ドルフ・ラングレン）                                                                                    | | 週刊少年サンデー 平成1年23号               |
| ボインはV                     | サインはV        | 水戸泉今日子 （水戸泉、小泉今日子）、 黒柳大徹子（黒柳徹子、大徹）                                                                                             | 巨乳新幹線走法 | 週刊少年サンデー 平成1年33号               |
| 巨ブラ                        | コブラ           | 巨ブラ、 宇宙検事ヘース・ケスギ （杉兵助）、 リュー・チシュー （笠智衆）、 シャーロット・ラングレン                                                            | バストガン（サイコガン）、 宇宙海賊バストロン （デストロン、デストロン）、 スペルゲン盆地胸バリヤー （スペルゲン反射鏡） | 週刊少年サンデー 平成1年34号               |
| 黄金バスト                    | 黄金バット       | 甲杜先生 | | 週刊少年サンデー 平成1年40号               |
| ドプリンプリン物語            | プリンプリン物語 | シャーロット・ラングレン、 水戸泉今日子、 黒柳大徹子、 バンドー王子（板東英次）                                                                                | シンデレラ、 ウルトラマン                                                                                                | 週刊少年サンデー 平成1年43号               |
| 巨乳カーニバル                | 恐竜カーニバル   | 前田日張（前田美波里）、 猫柳るみ子（小柳ルミ子） | バストレイバー （パトレイバー）                                                                                          | 週刊少年サンデー 平成1年47号               |
| エイチマンIV                  |                  | 福里浪花（エイチマン2号） | | 週刊少年サンデー 平成1年 スペシャル増刊4号 |

巻末に「余談」の題で4コマ漫画が書き足されている。ネタは、オリジナルビデオ、『陸軍中野予備校』第6巻、『天と地と』のパロディ（『天と乳と』）など。
左乳篇（第2巻）少年サンデーコミックス スペシャル ISBN 4-09-122862-3 1991年1月15日
| サブタイトル      | サブタイトルの元ネタ       | ゲスト（元になった人物） | 用語・元ネタなど                                                                        | 初出                               |
| ----------------- | -------------------------- | --- | --------------------------------------------------------------------------------------- | ---------------------------------- |
| でかちち繁盛記    | 細うで繁盛記               | ペギー双葉山 （ペギー葉山、双葉山） | ロワイヤルホルスト （ロイヤルホスト）                                                   | 週刊少年サンデー 平成2年13号       |
| バスト★キッド     | ベスト・キッド             | ひろみ | 松坂（松坂季実子）                                                                      | 週刊少年サンデー 平成1年35号       |
| ぐらま天狗        | 鞍馬天狗                   | 佐賀良はる子 （相楽ハル子）、 佐賀良なおみ （佐良直美）、 ぐらま天狗 |                                                                                         | 週刊少年サンデー 平成1年44号       |
| 大霊パイ          | 大霊界                     | 閻魔 |                                                                                         | 週刊少年サンデー 平成2年5月増刊号  |
| D-CUP HIGH SCHOOL | ビー・バップ・ハイスクール | 平和台レディース （平和台球場）、 山本（山本和範）、 岸川（岸川勝也） | 破れブラ刀舟 でかパイ狩り （破れ傘刀舟悪人狩り） とんかつソース（ポパイ、イカリソース） | 週刊少年サンデー 平成2年6月増刊号  |
| レッドブラ        | レッドブル                 | ビクトリア・ダイバーゲン （ヴィクトリア）、 カラマゾフ博士、 トポス（トポス）、 ロヂャース（ロヂャース）                                                                              |                                                                                         | 週刊少年サンデー 平成2年7月増刊号  |
| ロボカップ2       | ロボコップ2                | 浅間巡査 |                                                                                         | 週刊少年サンデー 平成2年8月増刊号  |
| 西部パイ拓史      | 西部開拓史                 | バストラーデ （デストラーデ）、 オッセージ （リッチ・ゴセージ）、 西部オイランズ （西武ライオンズ）、 平和台ポークス （福岡ダイエーホークス）、 チブタ（田淵幸一）、 盛監督（森祇晶） | 巨乳大回転打法、 巨乳ハングオン走塁                                                     | 週刊少年サンデー 平成2年9月増刊号  |
| 妖パイハンター    | 妖怪ハンター               | 静香（工藤静香）、 雄三（加山雄三） | 新婚さん!来るならこい! （新婚さんいらっしゃい!）                                        | 週刊少年サンデー 平成2年12月増刊号 |

巻末に、『ナイジェル＝マンセル物語』が書き足されている（『ウルトラセブン』最終回のパロディもある）。

## オリジナルビデオ
実写オリジナルビデオ作品。
巨乳ハンター
1990年4月25日販売。製作・発売は東北新社、販売はビデオ・グラフ。定価12,000円（税別）。
スタッフ：
- 監督・脚本：渡辺寿
- 製作：真木太郎
- 制作プロデューサー：竹本克明
- 音楽：小川洋一
- 撮影：阿部淳
- 照明：井上富夫
- 録音：芦原邦雄（サウンドライズ）
- 美術：山崎輝（山崎美術）
- 特殊美術：松山仁、杉本末男（MOBY DICK）
- 編集：奥原茂
- ネガ編：藤山伊世子
- 助監督：竹下昌男
- 監督助手：徳永斉、竹之内努
- 撮影助手：大木純男、矢田美宏
- 照明助手：江口和人、佐野誠、山木眞生、松岡慶子
- 録音助手：大井徹、村上洋裕（サウンドライズ）
- 編集助手：堀口正則
- 選曲：合田豊（ゴリラ・2）
- 効果：渡部健一（東洋音響カモメ）
- 記録：江原千登勢
- 装飾：栗原牧子
- 特効：LATHE
- CG：聖咲奇、時矢利昌
- スタイリスト：上野真利子、佐々木美由紀
- ヘアーメイク：岡野千江子、田代恵子
- 製作宣伝：大沢信博
- 製作主任：高橋憲行
- 製作進行：塚内裕子、野崎哲司

キャスト：
- まさ子：かいはるみ
- パパ：峰岸徹
- ママ：桂木文
- 水戸泉今日子：広崎うらん
- えり子：吉永みのり
- 古林幸子：松本まりな
- 木島典子：樹まり子
- 琴ヶ梅静香：佐倉麻子
- 板東英次：新井昌和
- 保健の先生：天本英世

巨乳ハンター2 アドベンチャー・サマー
1990年12月25日販売。
- キャスト：中島ひろ子、三野輪有紀、五島めぐ、庄司みゆき、佐藤江珠、村上麗奈、三谷昇、アゴ勇、杉崎浩一、山寺宏一。

スタッフ：
- 監督：小林俊夫
- 脚本：小木曽豊斗